# هايدوك فيليكو

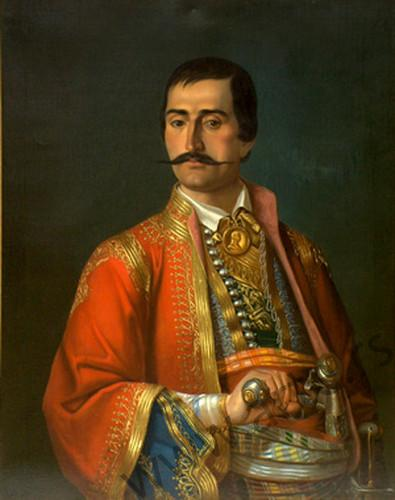
لوحة (لهايدوك فيليكو Uroš Knežević) من ريشة الفنان أوروش كينيفيتش سنة 1853

فيليكو بتروفيتش (بالصربية السيريلية: Пељко Петровић)
(Veljko Petrović). ولد حوالي 1780 وتوفي سنة 1813)، والمعروف اختصارا ببساطة باسم هاجدوك فيليكو (Вељко Хајдуk) Hajduk Veljko أحد رموز الاستقلال والثورة الصربية، ناهض الاحتلال الأجنبي في الانتفاضة الصربية الأولى من أجل الاستقلال عن الإمبراطورية العثمانية، اعتبر واحدا من أكبر أبطال الانتفاضة والاستقلال في القرن 19.
اشتهر بقولته الشهيرة "أُُسلِّم رأسي ولا أسلم كرايينا Krajina".
حيث كانت الأراضي الصربية منقسمة بين احتلال الإمبراطورية العثمانية من الشرق والإمبراطورية النمساوية المجرية من الغرب.

## الوفاة
توفي سنة 1813 في معركة الاستقلال، أقيم له تمثال تكريمي في مدينة نيغوتن بصربيا على الحدود الرومانية البلغارية الصربية.